# Peregrinus (biskop)
Peregrinus, död ca 261 eller ca 304, var en gallisk biskop och vördades som den första biskopen i Auxerre och byggare av dess första domkyrka. En stark lokal tradition uppger att han var präst i Rom, utsedd av påven Sixtus II att evangelisera detta område på begäran av de kristna bosatta i den del av Gallien. Han predikade i Marseille, Lyon, och omvände större delen av invånarna i Auxerre till kristendomen. Martyrologium Hieronymianum säger att han torterades och halshöggs för sin tros skull. 
Historiker anser att han var nog inte alls biskop, utan snarare en missionär som hade sänts till landsbygden i denna region. På 800-talet, gjorde sedan präster i Auxerre denna lokala martyr till den första biskopen i sin stad.
Peregrinus’  helgondag den 16 maj var i södra Sverige förr märkesdag för potatissättningen, i Värmland och omgivande landskap för boskapens första betesgång för säsongen. I samband därmed brukade man gå i en sorts rituell skallgång i markerna och ropa ”Peregrinus, bind dina hundar!”, varmed man trodde sig förebygga att vargarna dödade kreaturen.
Seden är ett intressant exempel på att svenskarna tog upp ett bruk från de inflyttade finnarna, vilka nämligen på samma sätt åkallade S:t Göran (Yrjö).